# Zentrygon chiriquensis
La paloma perdiz de Chiriquí, paloma perdiz chiriqui o paloma perdiz pechicanela (Zentrygon chiriquensis) es una especie de ave columbiforme de la familia Columbidae propia de América Central. Anteriormente era clasificada en el género Geotrygon.

## Distribución y hábitat
Es nativa de la cordillera de Talamanca. Su hábitat son los bosques húmedos y bosques montanos.

## Descripción
Mide de 28 a 30 cm de longitud. Presenta la corona y la nuca grises, su pecho es rufo y tiene rayas delgadas como bigotes negros. El plumaje de las partes superiores es de color marrón a rojizo. El iris es rojo. Las patas son de color rojizo.
No tiene subespecies reconocidas: